# Harmånger
Harmånger – miejscowość (tätort) w Szwecji, w regionie administracyjnym (län) Gävleborg, w gminie Nordanstig.
Według danych Szwedzkiego Urzędu Statystycznego liczba ludności wyniosła: 592 (31 grudnia 2015), 586 (31 grudnia 2018) i 593 (31 grudnia 2019).